# سیارک ۱۱۴۴۴
سیارک ۱۱۴۴۴ (به انگلیسی: 11444 Peshekhonov، نامگذاری:1978QA2) یازده هزار و چهارصد و چهل و چهارمین سیارک کشف شده‌است که در ۳۱ اوت ۱۹۷۸ کشف شد.
قدر مطلق سیارک برابر ۱۴.۸ است.